# Sultanat de Tuggurt
El Sultanat de Tuggurt (àrab: سلطنة تقرت, Salṭanat Tuqqurt o Tuggurt) fou un estat que es va estendre per Tuggurt, els oasis de la seva regió i per la vall del Oued Ghir entre el segle xv i 1854. Va ser governat per sultans de la dinastia dels Bani Djellab o Banu Jal·lab.
El va fundar un príncep marínida de nom Sulayman ibn Jal·lab que es va aturar al lloc al seu retorn del pelegrinatge a la Meca. Va fundar una mesquita i va aconseguir el suport dels nòmades de la regió, tot prenent el títol de sultà. Establert en 1414, va subsistir superant les dissensions de les grans famílies.
Sota els otomans, aquests van intervenir diverses vegades en la regió, però els Beni Djellab van mantenir el seu poder. Al segle xvi el bei Salih Reis va saquejar la ciutat i va imposar un tribut de 15 servidors anuals. Al segle xviii els sultans van reconèixer la sobirania del bei de Constantina, però ja no pagaven el tribut, per la qual cosa els beis van intentar diverses vegades imposar com a governants els seus protegits, els Banu Gana de Biskra. El 1788 Salah Bey va assetjar la ciutat i el 1821 la va assetjar Ahmad Mamluk, però no la van poder ocupar.
Els sultans tenien com a ministres i secretaris els muhajirun, uns jueus convertits a l'islam.
Quan van arribar els francesos el darrer sultà, Sulayman IV, es va aliar al xerif de Ouargla, però una columna francesa va ocupar Tuggurt el 1854, i el darrer sultà fou deposat. El 1871 la població es va revoltar i va massacrar a la guarnició francesa, però aviat foren reprimits i la posició reconquerida.

## Llista de sultans
La llista dels sobirans de Tuggurt es coneix per transmissió oral. Les tombes dels sobirans es conserven en l'anomenat Cementiri dels reis, a l'oest de la ciutat, prop dels ksar i del mercat:
1. Sulayman (I) ibn Ràjab al-Mariní, anomenat ar-Ràjul al-Malih (l'Home Bo) (1414-1431)
2. Alí (I) ibn Sulayman
3. Àhmad (I) ibn Alí
4. Imran (I) ibn Àhmad
5. Àhmad (II) ibn Sulayman (després de 1552)
6. Mansur ibn Àhmad
7. Uthman ibn Mansur
8. Alí (II), fill d'una germana d'Uthman
9. Mubàrak ibn Uthman
10. Alí (III) ibn Mubàrak al-Àwar
11. Mustafa ibn al-Àwar
12. Sulayman (III) ibn Mustafa (m. assassinat en 1729)
13. Àhmad (III) ibn Sulayman (1729-?)
14. Muhàmmad (I) al-Àk·hal, fill d'un oncle de Sulayman
15. Àhmad (IV) ibn Àhmad ibn Sulayman
16. Farhat (I)
17. Ibrahim (I), germà de l'anterior
18. Abd-al-Qàdir (I) ibn Ibrahim i Àhmad (V) ibn Ibrahim (dos mesos en el poder)
19. Khàlid ibn Muhàmmad al-Àk·hal
20. Abd-al-Qàdir (I) ibn Ibrahim, anomenat Abu-Qumtan (2a vegada)
21. Úmar ibn Abi-Qumtan (175.-1759)
22. Muhàmmad (II) ibn Úmar (1759-1765)
23. Imran (II) ibn Muhàmmad ibn Ùmar (1765-1766, cinc mesos en el poder)
24. Àhmad (V) ibn Imran (1766-1778)
25. Abd-al-Qàdir (II) ibn Imran (1778-1782), germà de l'anterior
26. Farhat (II) ibn Abd-al-Qàdir (1782-17..)
27. Ibrahim (II) al-Múghtasib ibn Àhmad ibn Imran (1792-1804)
28. al-Qazzan ibn Farhat (1804)
29. Muhàmmad (III) ibn Àhmad (1804-1822)
30. Àmir ibn Muhàmmad (1822-1830), casat amb Ayxuix
31. Ibrahim (III) ibn Muhàmmad (1830-1831), germà de l'anterior
32. Alí (IV) ibn Muhàmmad (1831-1833), anomenat al-Kabir (el Gran)
33. Ayxuix (1833-1840), vídua d'Àmir ibn Muhàmmad
34. Abd-ar-Rahman ibn Àmir (1840-1852), fill de l'anterior, anomenat Bulifiyya
35. Abd-al-Qàdir (III) ibn Abd-ar-Rahman (1852-1853), sota la tutela de la seva àvia Ayxuix
36. Sulayman (IV) ibn al-Kabir (1853-1854)